# Aphyllorchis torricellensis
Aphyllorchis torricellensis är en orkidéart som beskrevs av Rudolf Schlechter. Aphyllorchis torricellensis ingår i släktet Aphyllorchis och familjen orkidéer. Inga underarter finns listade i Catalogue of Life.